# Hypsugo dolichodon
Dơi muỗi Hypsugo dolichodon là loài dơi trong Họ Dơi muỗi được phát hiện ở Lào và Việt Nam. 

## Đặc điểm
Chúng có chiều dài cẳng tay giữa 35,2 - 38,4 mm, chiều dài của bàn chân giữa 5,9 – 7 mm. Phần bụng màu đen nâu, phần đầu thì nhạt hơn. Đầu ngắn và rộng. Thức ăn chủ yếu của loài này là côn trùng. Đặc điểm nổi bật của giống dơi này là chiếc răng nanh dài, có thể bóc lớp vỏ cứng bao bọc cơ thể các loài côn trùng lớn và hàm răng nhìn đáng sợ. Mặc dù có bộ răng đáng sợ nhưng dơi Hypsugo đang bị đe dọa do hoạt động xây đập và khai thác đá của con người như khai thác đá, xây thủy điện.